# Domingos Fezas Vital
Domingos Fezas Vital GCC • GCIP (Caminha, 10 de Janeiro de 1888 — Lisboa, 22 de Janeiro de 1953) foi um jurisconsulto e professor de Direito da Universidade de Coimbra, da qual foi nomeado reitor por um dos governos da Ditadura Nacional (1927-1930), e a partir de 1935 professor da Universidade de Lisboa. Monárquico e apoiante do Estado Novo, foi presidente da Junta Nacional da Educação (1940-1946) e da Câmara Corporativa (1944-1946). Foi também dirigente da Causa Monárquica e lugar-tenente de Duarte Nuno de Bragança.

## Biografia

### Nascimento
Nasceu em Caminha, em 10 de Janeiro de 1888. Estudou direito em Coimbra, onde se destacou desde logo pela sua inteligência.

### Carreira profissional e política
Um militante político desde a sua juventude, defendeu os ideais católicos e monárquicos, tendo apoiado os dois movimentos monárquicos de Paiva Couceiro, como ajudante do tenente Caio. Devido ao fracasso destas incursões, exilou-se em Espanha e França até ao seu regresso a Portugal, em 1914. Preparou posteriormente uma tese, que lhe valeu a integração no magistério universitário, como professor catedrático da Faculdade de Direito da Universidade de Coimbra (sendo então colega do seu amigo de juventude António Salazar), instituição da qual chegou a ser director, vice-reitor e reitor. Leccionou igualmente na Faculdade de Direito de Lisboa. Também fez várias conferências na Sociedade de Geografia, nas Universidades de Coimbra e Lisboa, e na Ordem dos Advogados.
Foi posteriormente eleito como procurador da Câmara Corporativa, tendo chegado a ser o 1.º vice presidente, e foi nomeado como presidente após o falecimento do General Eduardo Augusto Marques. Em 1940, toma posse como presidente do Junta Nacional da Educação, tendo-se demitido de ambas as funções para se empregar como colaborador de Duarte Nuno de Bragança, após a morte de João de Azevedo Coutinho.
Exerceu como Membro do Conselho de Administração da Companhia dos Caminhos de Ferro Portugueses, juiz do Tribunal Permanente de Arbitragem de Haia, e vogal da Comissão Permanente do Direito Marítimo Internacional, além de ter feito parte de vários júris de doutoramento em Direito. Fez igualmente parte da Acção Católica Portuguesa, foi membro da Associação dos Juriconsultos Católicos Portugueses, e destacou-se como presidente das Semanas Sociais Católicas.

### Vida pessoal e falecimento
Casou com Maria Teresa Cabral do Amaral Fezas Vital, e tinha como filhos Maria da Conceição Cabral do Amaral Fezas Vital Trocado, Tereza Cabral do Amaral Fezas Vital, Francisco Cabral do Amaral Fezas Vital, e Vasco Nuno Cabral do Amaral Fezas Vital.[carece de fontes?]
Em 1951, foi submetido a uma cirurgia no Hospital de São José.
Faleceu na madrugada de 22 de Janeiro de 1953, na sua casa em Lisboa. O funeral ocorreu na Igreja de São Sebastião da Pedreira, tendo o corpo sido transportado de comboio da Estação do Rossio até Caminha, numa carruagem especial.

### Condecorações e homenagens
Recebeu as Grã-Cruzes da Ordem da Instrução Pública a 22 de Setembro de 1930 e da Ordem Militar de Cristo a 28 de Maio de 1937, e foi condecorado com os oficialatos da Ordem Nacional da Legião de Honra e da Cruz Vermelha Alemã. Foi homenageado na Assembleia Geral de 1953 da Companhia dos Caminhos de Ferro Portugueses.

## Obras publicadas
- Acto jurídico
- Da situação dos Funcionários
- Garantia da Legalidade na Administração Pública